# ادوارد لیوینگستون
ادوارد لیوینگستون، (به انگلیسی: Edward Livingston) یک حقوق‌دان و سیاستمدار آمریکایی (زاده ۲۸ می ۱۷۶۴ - درگذشته ۲۳ می ۱۸۳۶) بود.

## زندگی‌نامه
لیوینگستون در کلرمونت شهری در ایالت نیویورک در ایالات متحده زاده شد. وی جوانترین پسر خانواده روبرت لیوینگستون بود. ادوارد در کالج نیوجرزی در ۱۷۸۱ آموزش دید.
وی تأثیر بسیاری در قانون مدنی لوئیزیانا در زمان نوشتن آن در سال ۱۸۲۵ گذاشته‌است. وی در نماینده نیویورک و لوئیزیانا بوده و از ۱۸۳۱ تا ۱۸۳۳ وزیر امور خارجه ایالات متحده بوده‌است.